# Quevedo (rapper)
Pedro Luis Domínguez Quevedo, noto semplicemente come Quevedo (Madrid, 7 dicembre 2001), è un rapper spagnolo.

## Biografia
Quevedo è nato a Madrid, ma pochi mesi dopo la sua famiglia si trasferì in Brasile, dove visse fino all'età di cinque anni, e, dopo alcuni anni vissuti in Sud America, tornò in Spagna, precisamente a Las Palmas de Gran Canaria. Arrivato a Gran Canaria ha iniziato a studiare alla Scuola Claret, dopo il diploma ha iniziato a studiare Economia Aziendale, che ha poi abbandonato per concentrarsi sulla sua carriera musicale. Dopo aver iniziato con il rap freestyle, Quevedo ha iniziato la sua carriera nel 2020 con l'aiuto del produttore Linton. Il suo singolo Ahora y Siempre (2021) si è classificato al n. 19 della playlist 50 Most Viral: Global di Spotify e ha raggiunto anche il secondo posto nella classifica spagnola dei 50 Most Viral.
Nel 2022 ha collaborato alla canzone Cayó la noche Remix con altri artisti canari come Cruz Cafuné e Bejo. La canzone è riuscita a raggiungere la vetta delle classifiche The 50 Most Viral Spain e Top 50 Spain, oltre a raggiungere la vetta della The 50 Most Viral Global. Le sue collaborazioni nel 2022 sono state Fernet con Rei e in 2Step, con il cantautore britannico Ed Sheeran. Nel luglio dello stesso anno, ha pubblicato Quevedo: Bzrp Music Sessions, Vol. 52 con il DJ e produttore argentino Bizarrap, che in meno di un giorno ha superato i dieci milioni di visualizzazioni ed è stato il singolo più in voga su YouTube in Spagna. Il singolo si è anche piazzato al primo posto della classifica globale di Spotify.
Alla fine di luglio del 2022, ha pubblicato il brano Sin señal con Ovy on the Drums, raggiungendo più di 30 milioni di ascoltatori mensili su Spotify. L'8 settembre 2022 pubblica Vista al mar, seconda anticipazione del suo primo album, Donde quiero estar, che viene pubblicato nel gennaio 2023 e raggiunge la vetta della classifica spagnola degli album.

## Discografia

### Album in studio
- 2023 – Donde quiero estar
- 2024 – Buenas noches

### Singoli
- 2020 – Planteamiento erróneo
- 2020 – En reformas
- 2020 – Luna
- 2020 – Gris
- 2020 – No me digas nada
- 2020 – Llegamos
- 2020 – Némesis
- 2021 – Desastre
- 2021 – Cógelo suave (con La Pantera e O2 TBB)
- 2021 – No me olvido (con Juseph)
- 2021 – Universitaria
- 2021 – Cayó la noche (con La Pantera y Juseph)
- 2021 – Noria
- 2021 – Piel de cordero (con La Pantera o remix con La Pantera, Juseph, Bejo, Cruz Cafuné, Abhir Hathi e El Ima)
- 2021 – Rimmel
- 2021 – Nana (con Garzi)
- 2021 – Ahora y siempre (con Linton)
- 2021 – Estás con él (con Wos Las Palmas)
- 2022 – Respuesta cero (con BlueFire)
- 2022 – Nonstop
- 2022 – Jordan I (con Saiko)
- 2022 – Si quieren frontear (con Duki e De La Ghetto)
- 2022 – Chamaquita (con Juseph)
- 2022 – Yatekomo (con Juseph)
- 2022 – 2step (con Ed Sheeran)
- 2022 – Fernet (con Rei)
- 2022 – Quevedo: Bzrp Music Sessions Vol. 52 (con Bizarrap)
- 2022 – Sin señal (con Ovy on the Drums)
- 2022 – Vista al mar
- 2022 – Punto G
- 2022 – Lacone (con Polimá Westcoast e Mora)
- 2022 – Real G (con Bad Gyal)
- 2022 – Playa del Inglés (con Myke Towers)
- 2023 – Pero tú (con Karol G)
- 2023 – El tonto (con Lola Índigo)
- 2023 – La Conocí (feat. Aitana)
- 2023 – Columbia
- 2023 – Buenas (feat. Saiko)

### Collaborazioni
- 2023 – Mi nena remix (con Maikel Delacalle)
- 2023 – Mami chula (con Jhayco)
- 2023 – Sangre y fe (con Cruz Cafuné)
- 2023 – My Love (con De La Ghetto)
- 2023 – Polaris (remix) (con Saiko, Feid e Mora)
- 2023 – Don't Lie (con Duki)
- 2023 – No pienso llamar (con Soge Culebra)